# Holløse (Næstved Kommune)
 For alternative betydninger, se Holløse. (Se også artikler, som begynder med Holløse)
Holløse er en lille by i Næstved kommune, som hovedsageligt består af bebyggelser, en gammel skole og et lille gadekær. Holløse Mølle er et nærtliggende monument. Holløse Mølle har eksisteret siden 1200-tallet, den har dog måtte genopføres efter en brand i 1907. Møllen ligger i et meget smukt naturområde og er en del af susåen. Den er ikke mere i drift, men producerer dog elektricitet.
Holløse huser i øvrigt også den verdens kendte jazz musiker Jimmi Roger Pedersen som har boet der i 15 år.